# Maiestas Domini

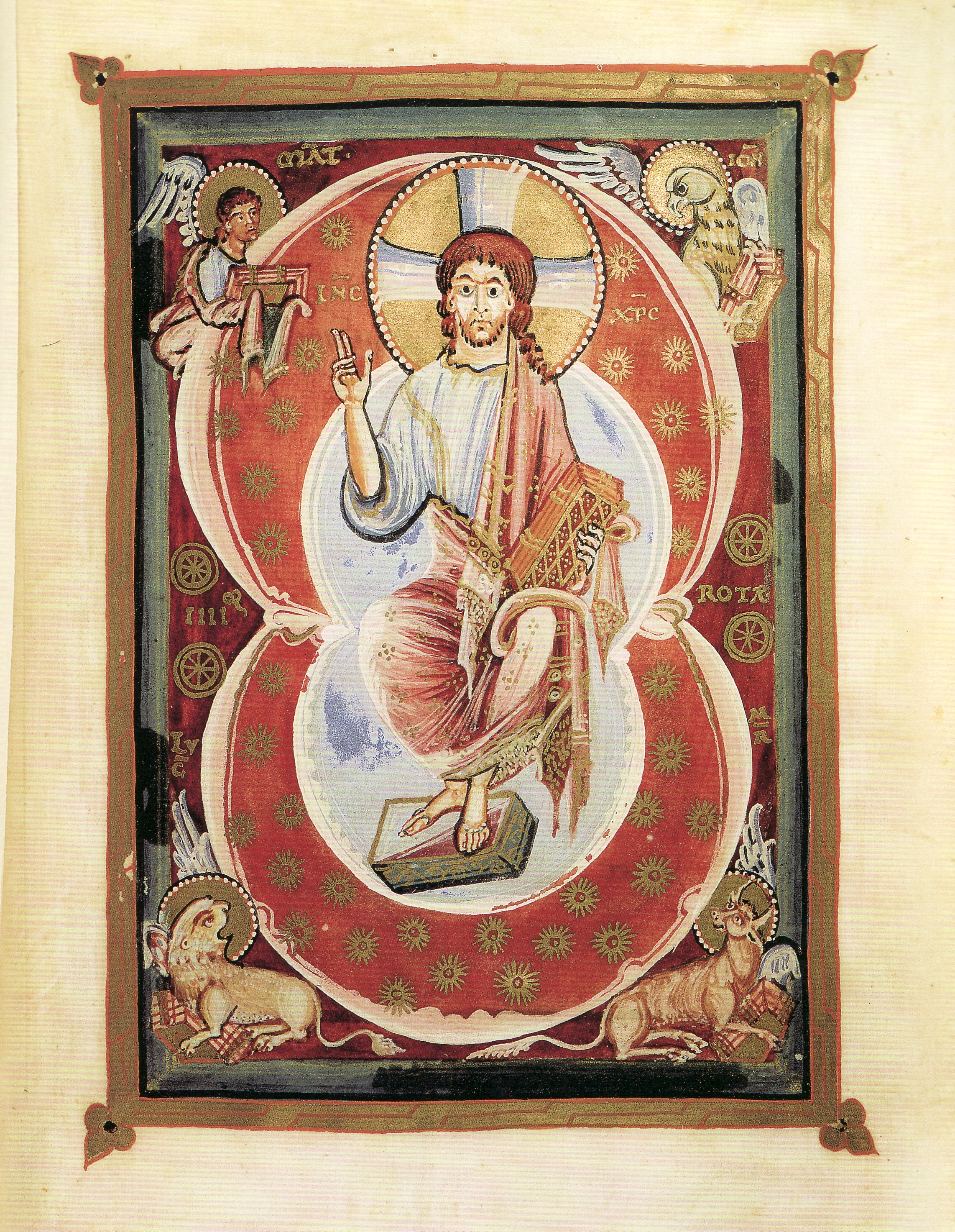
Majestas Domini dal Codice Hitda (Biblioteca dell'Università e dello Stato -Darmstadt, Hs. 1640, fol. 7r)

La Maiestas Domini (Maestà del Signore) è uno schema pittorico, in voga nel medioevo, con il quale Gesù veniva rappresentato in trono, spesso in mandorla e nella maggior parte dei casi con quattro figure simboleggianti gli Evangelisti. Queste quattro figure sono mutuate da Ezechiele e dall'Apocalisse di Giovanni e vennero prese a modello degli evangelisti fin dal II secolo. Frequentemente si vede il Cristo tenere nella mano sinistra il Libro della Vita e la destra alzata in segno di benedizione o di discorso.
I fondamenti biblici per questa rappresentazione si trovano innanzitutto in Isaia 66, 1. ed in Ezechiele 1, 26-28.
Non come illustrazione di un particolare versetto della Bibbia, bensì animate da diverse visioni bibliche, significati teologici e testi liturgici, queste forme illustrative esistono fin dal V secolo. Durante il periodo carolingio (639 – 987) si sviluppano le rimanenti valide forme di rappresentazione. Dopo il 1300 però questo tipo di illustrazione perde di significatività.
Le rappresentazioni della Maiestas-Domini ornano a tutta pagina l'inizio degli evangelari e riempiono le calotte delle absidi. Le sculture delle cattedrali le mostrano nel timpano del portale.
Questo motivo compare collegato anche con altri temi. Specialmente con l'ampliamento ai motivi dell'Apocalisse (24 anziani, 12 apostoli) si sposta l'accento sul Giudizio Universale, come ad esempio nell'insieme della Cattedrale di Santa Maria del Fiore a Firenze, come mosaico della cupola nel battistero, realizzata da Giotto tra il XIII ed il XIV secolo.

## Note

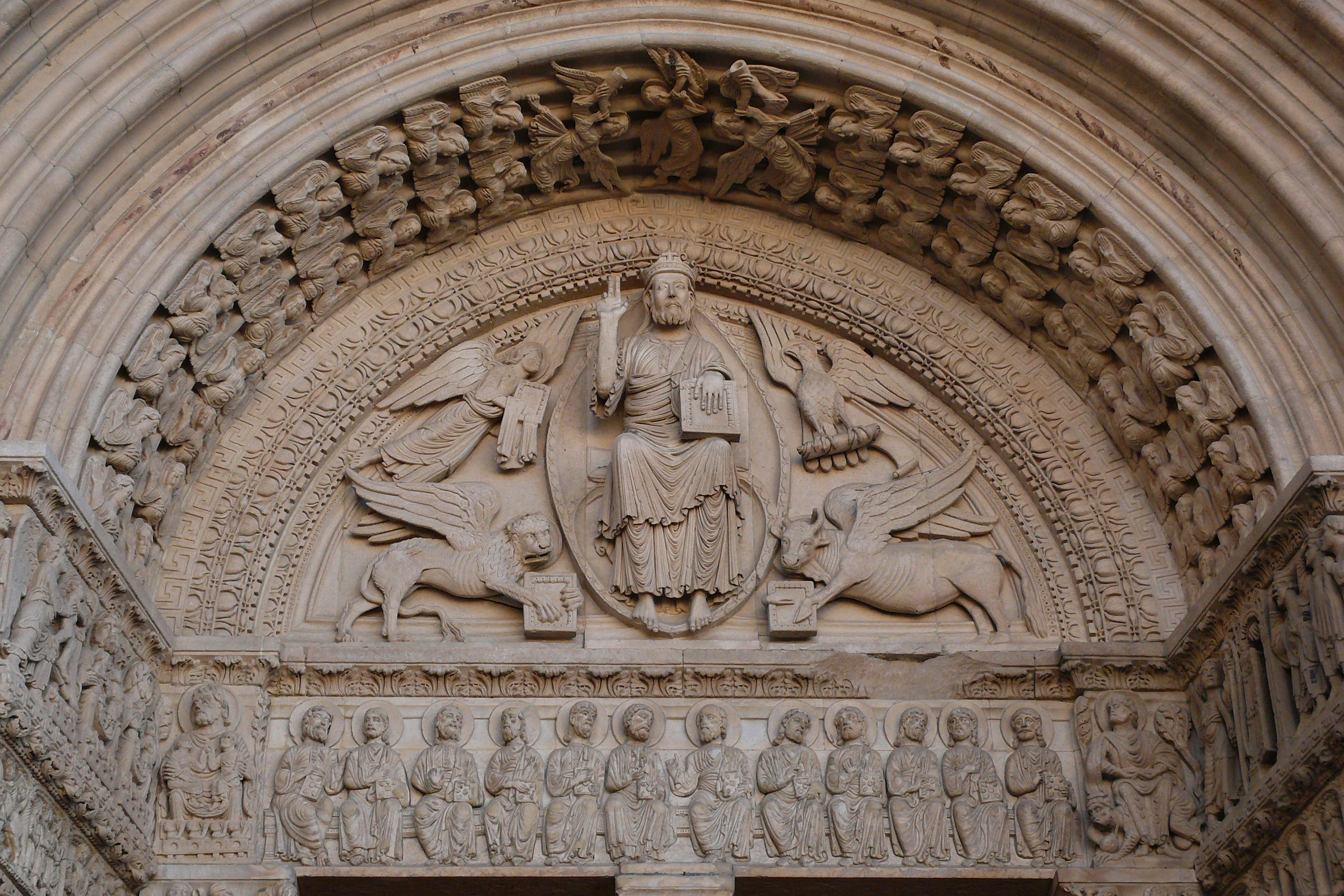
Majestas Domini nel portale della Cattedrale di Saint-Trophime ad Arles (XII secolo)

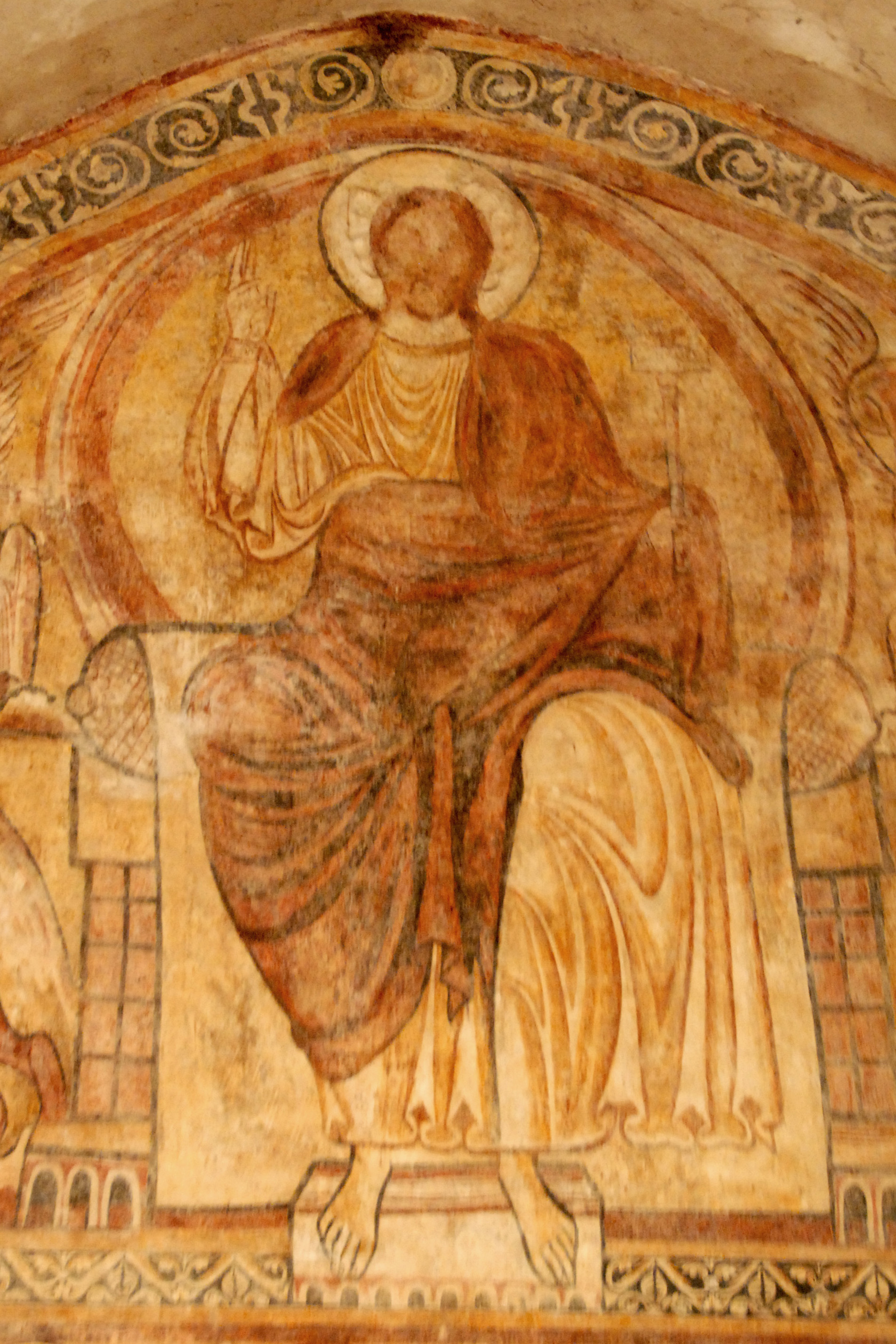
Affresco nel refettorio dell'Abbazia di St-André Lavaudieu rappresentante il Cristo in trono